# Tackey & Tsubasa
Tackey & Tsubasa, japansk duo bestående av Hideaki Takizawa och Tsubasa Imai.
De båda har varit medlemmar i talangagenturen Johnny's Jimusho sedan 1995 och är idag framgångsrika som sångare, skådespelare och TV-personligheter. Hideaki Takizawa räknas som en av de största och mest populära unga stjärnorna i Japan idag.
Hideaki Takizawa (滝沢秀明)
Född: 29 mars 1982
Tsubasa Imai (今井翼)
Född: 17 oktober 1981

## Album
- Hatachi (2002)
- 2wenty 2wo (2004)
- Two You Four You (2006)
- BEST (2007)

## Singlar
- To be To be, Ten Made To be (2003)
- Yume Monogatari (2003)
- One Day, One Dream (2004)
- Serenade (2004)
- Kamen / Mirai Koukai (2005)
- Venus (2006)
- Ho!Summer (2006)
- Samurai (2007)
- Koi Uta (2008)

## DVD/VHS
- Hatachi de Debut Giant Hits Concert with all Johnny's Jr. (2002)
- Harukon (2005)
- Takkitsuba Clips (2007)
- Premium Live DVD (2008)